# Acianthera aurantiaca
Acianthera aurantiaca là một loài thực vật có hoa trong họ Lan. Loài này được (Barb.Rodr.) Campacci mô tả khoa học đầu tiên năm 2008.